# Межрегиональная караванная торговля в Восточной Африке

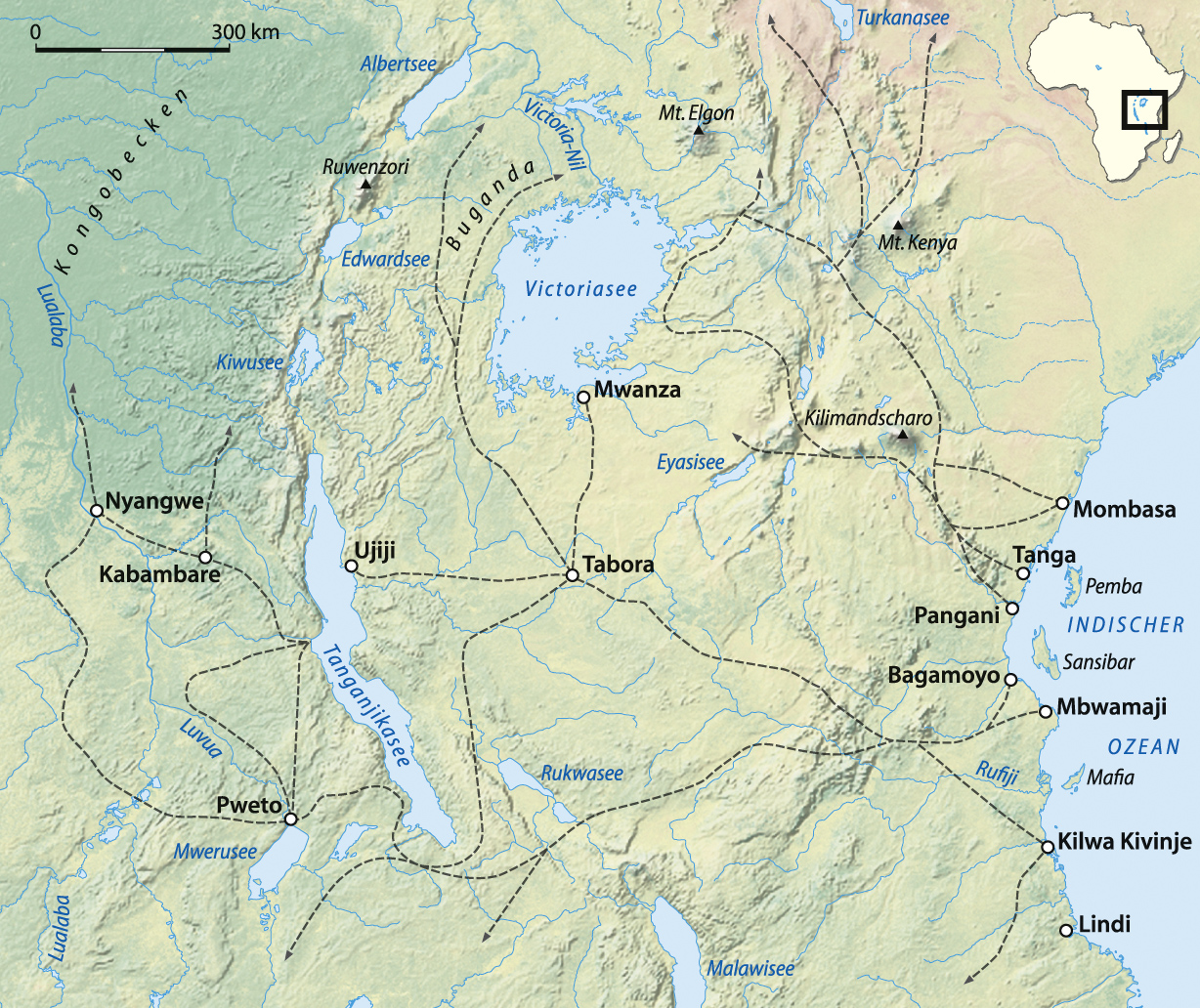
Схема маршрутов караванов со слоновой костью в Восточной Африке в XIX веке.

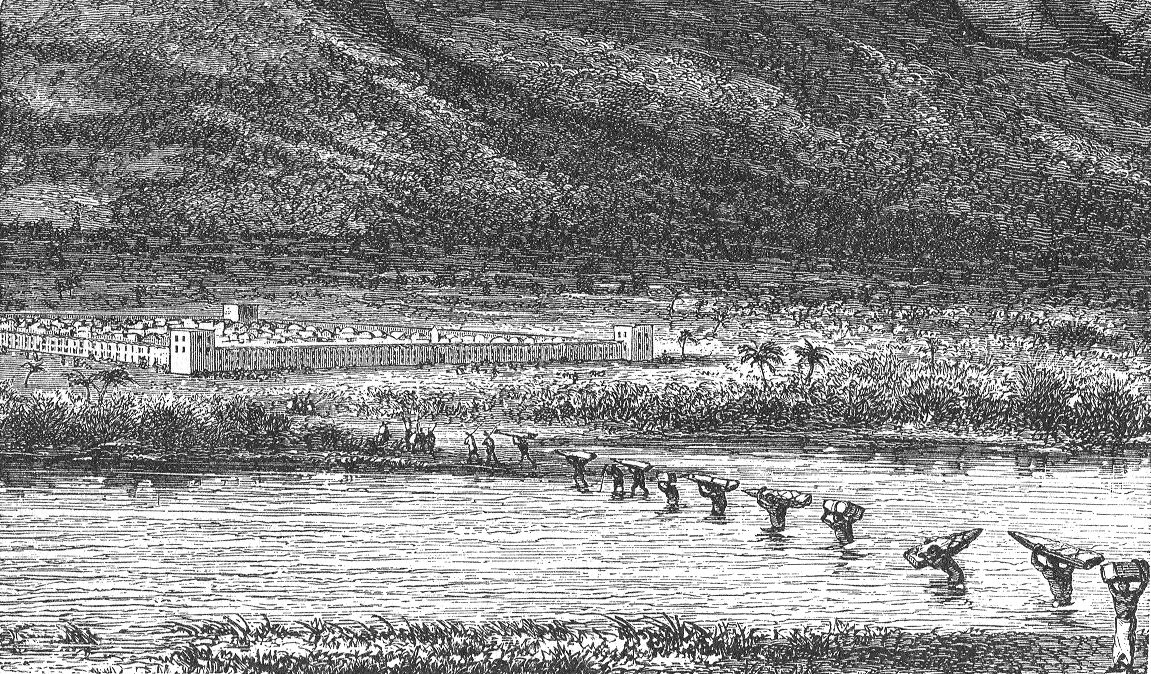
Рисунок XIX века, изображающий караван.

Межрегиональная караванная торговля в Восточной Африке (нем. Transregionaler Karawanenhandel in Ostafrika) — термин, принятый в германской историографии для обозначения бума торговли слоновой костью, начавшегося в Восточной Африке в середине XIX века и обусловленного быстрым ростом спроса на этот товар на мировом рынке. На протяжении примерно семидесяти лет караванная торговля слоновой костью и борьба за огромные прибыли от неё происходили на территории, включающей современные Кению, Уганду, Танзанию, Руанду, Бурунди, Малави, восточную часть Демократической республики Конго и северную часть Мозамбика.
Сильный рост спроса на слоновую кость наблюдался в странах Европы и Америки; центром торговли этим товаром стал остров Занзибар. Торговцы как из прибрежных, так и из расположенных во внутренних областях региона групп суахили организовывали отправку караванов, насчитывавших по нескольку тысяч человек, покупавших слоновую кость и транспортировавших её к побережью. Поскольку никакие другие виды транспорта в то время не были доступны в данном регионе, слоновая кость перевозилась силами исключительно людей-носильщиков. В то время как ранее в разных областях региона существовало несколько различных групп торговцев, так или иначе связанных между собой, в рассматриваемый период начала формироваться единая сеть торговых маршрутов, проходивших от побережья и вплоть до Конго, в область Великих озёр и до  Буганды.
Практически всё население региона было затронуто караванной торговлей: местные жители или получали от неё прибыли, или страдали от её последствий. В частности, рост импорта огнестрельного оружия, которое часто могло выступать в роли платы за слоновую кость, привёл в результате к коренным изменениям в общественных отношениях в некоторых областях региона, и с этого момента вооружённые конфликты за контроль над маршрутами караванов во многих частях Восточной Африки стали довольно частыми.
Одновременно с торговлей формировалась особая «караванная культура», основанная на давних торговых традициях африканцев, живших во внутренних областях Восточной Африки. Одновременно с оживлённым движением караванов происходил своеобразный «культурный трансферт» и культурный обмен, который содействовал, в частности, распространению ислама во внутренних областях региона, а также распространению письменности и других элементов культуры прибрежных областей.
Межрегиональная караванная торговля рассматривается как вовлечение региона Восточной Африки в мировую капиталистическую торговлю и как важную причину начала в конце XIX века колонизации территорий современных Танганьики (материковая часть Танзании), Руанды, Бурунди и крайнего северо-востока Мозамбика (треугольник Кионга) Германской империей. Даже несмотря на то, что караванная торговля в Восточной Африке была достаточно внезапно прекращена в самом конце XIX столетия, структура торговой системы, возникшая в период её расцвета, продолжила существовать и оказывала важное влияние на события последующей истории региона.